# Stadion Krimeja
Stadion Krimeja je nogometni stadion u hrvatskom gradu Rijeci. Ime je dobio po naselju Krimeja u kojem se nalazi. Stadion služi kao domaći teren HNK Orijent od 1923. godine Kapacitet stadiona je 3500 mjesta. Stadion ima 2500 sjedećih i 1000 stajaćih mjesta
Nogometno igralište Krimeja nalazi se na Krimeji i izgrađeno je 1923. godine. Površina objekta iznosi 12.475 m², a površina pratećih prostorija iznosi 579 m². Povremeno se koristi za koncerte i turnire. Sa središtem grada povezan je autobusnim linijama br. 2, 7 i 7a, a s Trsatom i Pećinama linijom 1B.